# 多刺门盘虫
多刺门盘虫（学名：Pylodiscus echinatus）为门盘虫科门盘虫属的动物。在中国，分布于东海等海域。